# Servizio difesa installazioni
Il Servizio difesa installazioni (SDI) è stato una specializzazione delle categorie "M" (Marò) "MA" (meccanico armaiolo) "NP" (nocchieri di porto) e "FCM" (fucilieri di marina), per la funzione di guardia e difesa armata nelle installazioni della Marina Militare. 
La componente SDI era formata da personale della Marina Militare che, completato l'addestramento di circa un mese presso il battaglione scuole "Caorle", andava a ricoprire questi incarichi, mentre sergenti e sottocapi in servizio permanente completavano un corso di addestramento di circa 4 mesi, sempre presso il battaglione scuole Caorle.Dal 1º marzo 2013 è stato inquadrato nel 3º Reggimento "San Marco" della Brigata marina "San Marco".

## Storia
La nascita dello SDI risale agli inizi degli anni settanta. Le prime notizie certe di corsi formativi istituiti, con Incursori di Marina in qualità di istruttori,  presso l'84º Reggimento Fanteria "Venezia" CAR di Siena. I marinai venivano selezionati dalle categorie M/MC o M/C e terminato il corso d'addestramento di tre mesi assumevano la specializzazione SDI.
Ulteriori corsi per MA/SDI, della durata di ben sei mesi, venivano effettuati nel 1972 presso la Scuola Sottufficiali Assaltatori di Spoleto, 
al termine dei quali gli MA/SDI tornavano ai reparti della Marina Militare. In questo caso gli SDI effettuavano l'addestramento inquadrati in compagni miste insieme agli allievi dell'Esercito.
Agli albori, il personale destinato al servizio difesa installazioni era composto da militari in servizio di leva che, in sede di attribuzione categorie al termine del periodo presso il centro addestramento reclute, veniva destinato a tale incarico in seguito ad un punteggio attribuito durante i test di selezione attitudinale svolti nel primo periodo di addestramento (generalmente la recluta poteva scegliere tra un elenco di tre possibili categorie a seconda del punteggio raggiunto, fatta eccezione per altre esigenze, quali carenza od esubero di personale.)
Le prime categorie che ricoprirono tale incarichi furono i marò/SDI, seguiti poco dopo dagli MA/SDI, ovvero meccanico armaiolo.
I primi corsi in strutture della Marina Militare furono tenuti ad Aulla, con inizio il 1º aprile del 1975, al comando del C.C. Emilio Barberi (M.O.V.M.) presso il Centro interforze munizionamento avanzato.
Nel 1980 venne poi realizzata la "Scuola difesa basi" al comprensorio del Varignano, presso la caserma Santa Maria. Qui i marinai dello SDI vennero addestrati fino ai primi anni novanta da istruttori sottufficiali e ufficiali incursori. Durante il corso gli allievi si esercitavano congiuntamente agli allievi incursori e agli incursori operativi, per apprendere le tecniche difensive delle installazioni in caso di sabotaggio e attacco.

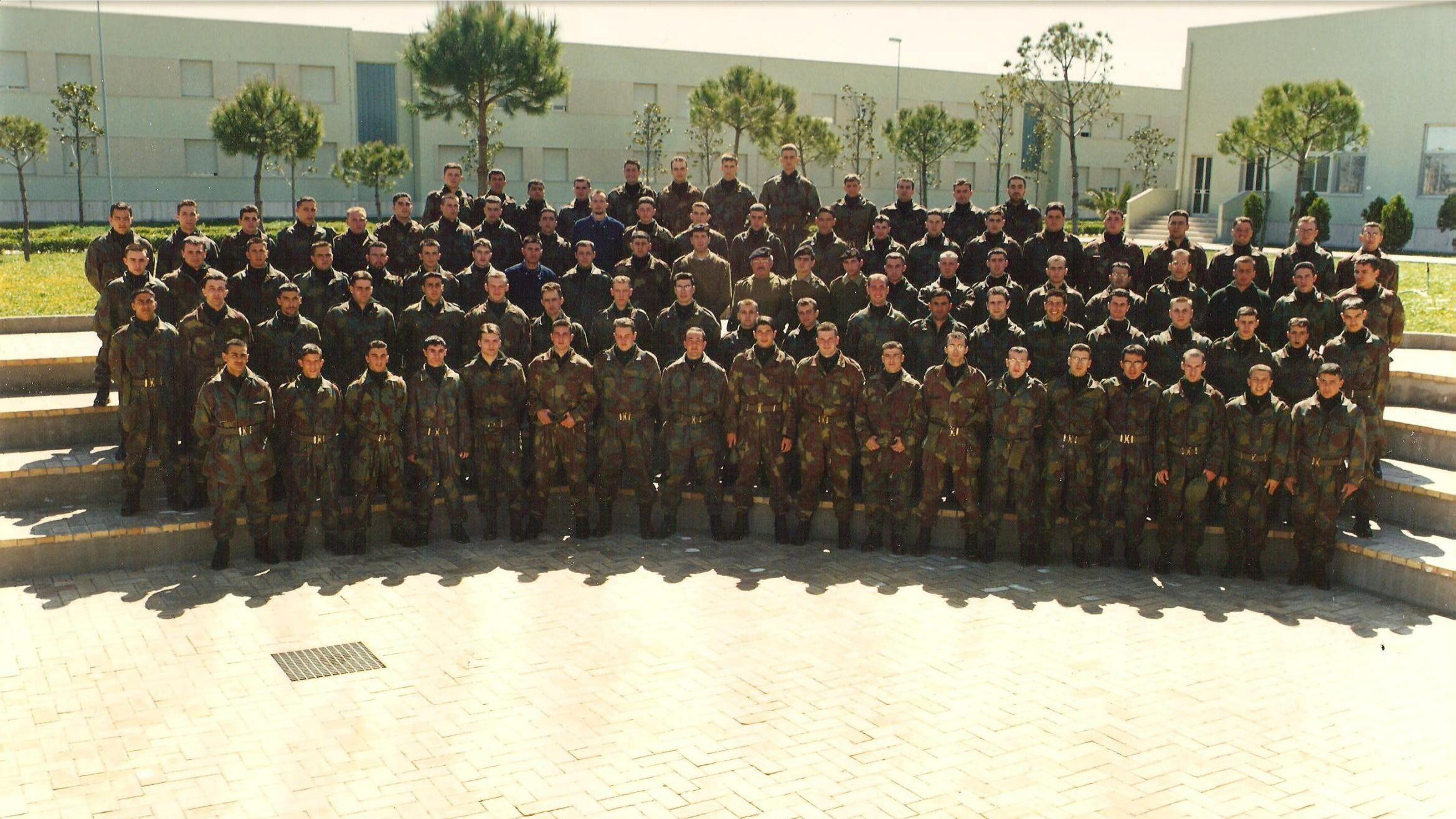
Allievi SDI nel 1995

Gli MA/SDI di leva in possesso di diploma di studi superiore effettuavano un corso di due mesi, al termine del quale venivano inviati alla destinazione di servizio per operare in qualità di capo squadra.
In alcuni casi, dovuti alla crescente richiesta di personale addetto ai servizi armati di vigilanza, diversi corsi SDI degli anni ottanta vennero approntati anche a MARICENTRO Taranto.
Mentre le quote maggiori di personale SDI veniva inviato a vigilare sulle installazioni, alcuni MA/SDI venivano utilizzati con il compito di inquadratore presso i MARICENTRO di La Spezia e di Taranto..
In seguito ad una prima riforma del 1991, veniva istituita la categoria FCM/SDI, (Fuciliere addetto ai servizi di difesa installazioni) e i corsi furono spostati presso la caserma Ermanno Carlotto di Brindisi, sede dell'allora Battaglione San Marco. La scuola SDI comprendeva due compagnie, la 1ª denominata "La Spezia" e la 2ª "Taranto", a seconda da quale MARICENTRO provenissero le reclute. L'iter formativo era di circa quattro settimane mentre il personale che fosse in possesso di un diploma di scuola media superiore poteva partecipare ad un corso aggiuntivo di un mese ed ottenere la carica di CS (Capo Squadra), titolo che gli avrebbe permesso di ricoprire incarichi di capo posto nella base di destinazione.
Il corso CS non era tenuto mensilmente ma a scaglioni alterni. Vi potevano partecipare le reclute del 1º scaglione (gennaio) 3º scaglione (marzo) 5º scaglione (maggio) 7º scaglione (agosto) 9º scaglione (ottobre).
Con la sospensione della leva obbligatoria (2005) e la relativa introduzione della VFA e VFP1, entro sei mesi dall'incorporazione, il militare che avesse deciso di firmare un arruolamento da "R12" (rafferma 12 mesi) o "L3" (rafferma 3 anni), o "L5" (rafferma di ulteriori 2 anni dalla rafferma "L3") avrebbe tenuto la categoria SDI, la propria destinazione e avrebbe conseguito il grado di sottocapo al compimento del 18º mese di servizio.
Dal 1999 nacquero i primi corsi per sottocapo in servizio permanente riservati agli FCM/SDI i quali conseguivano un corso di specializzazione presso il battaglione Caorle di circa 4 mesi e dopodiché trasferiti nelle varie destinazioni.
Con la sospensione della leva obbligatoria (2005) e la relativa introduzione della VFA e VFP1, entro sei mesi dall'incorporazione, il militare che avesse deciso di firmare un arruolamento da "R12" (rafferma 12 mesi) o "L3" (rafferma 3 anni), o "L5" (rafferma di ulteriori 2 anni dalla rafferma "L3") avrebbe tenuto la categoria SDI, la propria destinazione e avrebbe conseguito il grado di sottocapo al compimento del 18º mese di servizio. Cosa non possibile prima in quanto, il personale S.D.I di leva che avesse firmato per prolungare il proprio servizio militare avrebbe perso la categoria e gli sarebbe stato assegnato un nuovo incarico dopo aver frequentato i corsi di specializzazione.
Dal 1º marzo 2013 lo SDI, insieme al battaglione addestramento "Caorle", è stato inquadrato nel neo costituito 3º Reggimento "San Marco" della Brigata marina San Marco.

## Addestramento
L'addestramento al COMSUBIN degli MA/SDI e al Battaglione San Marco dei FCM/SDI era articolato su quattro settimane suddivise in parte teorica e pratica.
Nella teorica venivano trattate discipline quali conoscenza, manutenzione ed uso delle armi, tecniche di mimetizzazione, codice penale militare di pace, la difesa e l'offesa, le consegne e le scorte armate.
Nella parte pratica venivano eseguite sessioni di tiro diurno e notturno con le armi in dotazione (in passato MAB 38 e BM 59 sostituiti dal Beretta Ar 70/90 e con l'MG 42/59) e prove di lancio di bombe a mano SRCM Mod. 35 partendo da quelle inattivate, passando a quelle fumogene fino a quelle normalmente armate. Anche le bombe a mano furono in seguito sostituite dalle più recenti OD 82/SE. I militari che frequentavano il corso CS partecipavano ad ulteriori poligoni con la Beretta 92FS e con il Beretta M12.  Erano previste prove cronometrate di smontaggio e montaggio arma che andavano, insieme ad altre prove sostenute durante il corso, ad attribuire il punteggio finale del corso.
Parte del tirocinio degli allievi SDI prevedeva che venissero anche sottoposti ad un intenso allenamento fisico quali attività ginnica, brevi percorsi di guerra e marce in tenuta da combattimento.
Dal 2008 il corso (a cui accedono unicamente i VFP1) ha durata di una settimana e viene svolto presso il maricentro.
Di fatto, rispetto alle altre reclute della MM, si viene addestrati anche all'uso dell'AR 70/90.
Anche l'attività fisico/ginnica e dei percorsi di guerra sono state soppresse.

## Vestiario ed equipaggiamento
L'abbigliamento dell'FCM/SDI prevede, a differenza degli altri marinai, e oltre alle normali divise ordinarie e da lavoro, una dotazione di mimetiche sia estive che invernali corredate da maglioni e accessori per l'inverno quali passamontagna, guanti, berretti e calzettoni di lana, anfibi, giubbotti e cerata (lo stesso materiale in parte utilizzato dagli FCM/ANF). La dotazione prevede anche una serie di divise kaki da navigazione (utilizzate come parte superiore nel periodi estivi o intere dai montanti in guardia non armata). Ai CS è consentito portare oltre ai gradi, un cordoncino rosso e giallo alla spalla sinistra. A differenza degli FCM/ANF, gli SDI portano un foulard giallo e verde con il leone del San Marco con di sfondo due fucili incrociati e un gladio orizzontale. Completano l'equipaggiamento il cinturone e lo spallaccio porta munizioni.

## Gradi e mostrine
In origine, quando il personale SDI era appartenente alle categorie MA, NP, N, M, non vi erano specifiche mostrine della categoria riportanti la dicitura.
A seguito della prima riforma, sia gli FCM/ANF che gli FCM/SDI ereditavano, come mostrina di categoria, i due cannoni incrociati sormontati dalla bomba che esplode (con la scritta SDI per i secondi) che erano in passato appartenuti alla categoria MA. Nel 1997 anche al personale FCM/SDI viene aggiunto l'uso delle toppe con il leone alato ai polsi sulle divise ordinarie.
Con la riforma del 1999, tutta la Forza da sbarco del San Marco e gli FCM/SDI cambiano la categoria assumendo la dicitura "IN" e le relative mostrine di categoria appartenenti al COMSUBIN. A seguito di questa riforma anche gli SDI possono indossare il basco, fino ad allora retaggio dei soli ANF.
Il basco scelto era di colore amaranto come i paracadutisti e con il fregio metallico dei lagunari o del battaglione San Marco fino alla missione in Libano.
Un'ulteriore riforma del 2001 elimina la dicitura "IN" dalle specializzazioni SDI e ANF e di conseguenza vengono modificate nuovamente le mostrine che recano come fregio un'ancora con 2 fucili incrociati.
Dal 2006 viene introdotto per gli SDI come basco d'ordinanza, il modello blue navy con fregio del San Marco su fondo nero. Il basco si differenzia per il fregio con sottopanno nero a differenza di quello a sfondo rosso per il personale "Anfibio".

## Carriera del personale SDI
Prestando il servizio di leva obbligatorio i gradi conseguiti dal personale arruolato erano:
Durante la leva 24, 18 mesi, 16 mesi, 14 mesi:
- recluta all'incorporamento
- comune di seconda classe dopo il giuramento
- allievo Marò/SDI o MA/SDI all'inizio del corso di specializzazione
- comune di seconda classe Marò/SDI o MA/SDI al termine del corso (qualifica CS per chi frequenta ulteriore corso)
- comune di prima classe al quarto mese nel grado di comune di seconda classe
- sottocapo per i Marò/SDI al 10º mese di servizio (durante la leva 18 mesi,16 mesi, 14 mesi)
- Sergente per gli MA/SDI al 10º mese di servizio (durante la leva 18 mesi,16 mesi, 14 mesi)

Durante la leva 12 mesi:
- recluta all'incorporamento
- comune di seconda classe dopo il giuramento
- allievo FCM/SDI all'inizio del corso di specializzazione
- comune di seconda classe FCM/SDI al termine del corso (qualifica CS per chi frequenta ulteriore corso)
- comune di prima classe al terzo mese nel grado di comune di seconda classe
- sottocapo al terzo mese nel grado di comune di prima classe per il personale con diploma di scuola media superiore
- sottocapo al quarto mese nel grado di comune di prima classe per il personale senza diploma di scuola media superiore
- congedo con diploma di specialista di leva "addetto ai servizi di vigilanza"

Dal 1996, con la leva di 10 mesi, vengono introdotti al personale arruolato i seguenti gradi:
- recluta all'incorporamento
- comune di seconda classe dopo il giuramento
- allievo FCM/SDI all'inizio del corso di specializzazione
- comune di seconda classe FCM/SDI al termine del corso (CS per chi frequenta ulteriore corso)
- comune di prima classe al terzo mese nel grado di comune di seconda classe
- Sottocapo al diciottesimo mese di servizio per i raffermati "L3".

Dal 1999 vengono aggiunti al personale arruolato i seguenti gradi:
- Sottocapo di terza classe al passaggio in servizio permanente.
- Sottocapo di seconda classe ad 1 anno di anzianità nel grado da sottocapo di terza classe.
- Sottocapo di prima classe a 5 anni di anzianità nel grado da sottocapo di seconda classe.
- Sottocapo di prima classe scelto a 7 anni di anzianità nel grado da sottocapo di prima classe.
- Sergente a seguito di concorso riservato alla categoria per i sottocapi in servizio permanente.
- Secondo capo a 7 anni di anzianità nel grado da sergente.
- Secondo capo scelto.

### Fucilieri di rappresentanza
Alcuni fucilieri di marina (FCM/SDI), in base al punteggio ottenuto nel corso e alla prestanza fisica, (altezza non inferiore ai 185 cm) potevano ricoprire l'incarico di rappresentanza. Terminato il corso e ottenuta la qualifica “R” i fucilieri venivano inviati alla Compagnia d'Onore denominata “S.O.C.” (Servizio Onori Capitale), reparto della Marina Militare preposto ai servizi di rappresentanza sul territorio nazionale e anche all'estero.
Tale compagnia venne istituita nel 1960 nella capitale e ne facevano parte i C/SR (Cannonieri Servizio Rappresentanza)la sua sede era Caserma Maridist Roma (Grazioli Lante) oggi ha la sua sede nel Distaccamento Angelo Paolucci di Roma.
Gli incarichi ricoperti dalla Compagnia sono i servizi di guardia presso il Senato della Repubblica, la Camera dei deputati, l'Altare della Patria e la guardia d'onore al Quirinale oltre ad i vari picchetti e cerimonie quali Festa della Repubblica Italiana (2 giugno), Festa delle Forze Armate (4 novembre) e Festa della Marina Militare (10 giugno).
Sul finire degli anni 2000 gli FCM/SDI-SR non sono più stati impiegati alla SOC in quanto sostituiti dai "Marò/SR".

## Destinazioni del personale SDI
Al termine del corso, il personale SDI viene inviato a svolgere il proprio compito di vigilanza armata presso le maggiori installazioni della Marina Militare che più necessitano di tale servizio quali:
- MARIDIPART La Spezia, Taranto[6] e Ancona
- MARISICILIA Augusta[7]
- MARISARDEGNA Cagliari
- MARICAPITALE Roma
- MARICOMMI Ancona[8], Augusta[9], Cagliari[10], La Spezia[11],Roma[12],  Taranto[13]
- MARIMISSILI La Spezia
- MARITELERADAR Livorno
- MARIPERMAN Commissione permanente per gli esperimenti del materiale da guerra La Spezia
- MARICENTADD Centro d'Addestramento Aeronavale della Marina Militare di Taranto[14]
- MARITELE Roma, Augusta, Cagliari, Ancona, Gaeta, Genova, Venezia, Napoli, Trapani, Taranto, La Spezia, Brindisi e Messina
- MARIMUNI di: Aulla (Pallerone)[15], e Taranto (Buffoluto, Massafra e Torre Bianca),
- STABILIMENTO MUNIZIONAMENTO NAVALE di Taranto
- DIREMUNI Taranto[16]
- CENTRO INTERFORZE MUNIZIONAMENTO AVANZATO di Aulla[15]
- CENTRO INTERFORZE STUDI APPLICAZIONI MILITARI di San Piero a Grado Caserme e strutture militari[17]
- SCUOLA INTERFORZE TELECOMUNICAZIONI MILITARI di Chiavari[18]
- COMSUBIN e Balipedio "Cottrau" di La Spezia
- MARINARSEN Arsenale Militare Marittimo della Spezia[19]
- MARINARSEN Arsenale Militare Marittimo di Taranto[20]
- MARINARSEN Arsenale Militare Marittimo di Augusta[21]
- MARINARSEN Arsenale Militare Marittimo di Brindisi
- MARINARSEN Arsenale Militare Marittimo di Messina
- MARINARSEN Arsenale Militare Marittimo di La Maddalena
- Maricentro La Spezia
- Maricentro Taranto
- Maristaeli Catania Fontanarossa[22] (CT)
- Maristaeli Luni[23] (SP)
- Maristaer Grottaglie[24] (TA)
- Poligono Sperimentale e di Addestramento Interforze di Salto di Quirra
- Stabilimenti OTO Melara La Spezia
- Base Nato dell'Isola Tavolara
- Base SRT detta "DEI CAPPUCCINI" (ICS) La Spezia[25]
- Centro Intelligence Interforze
- Impianti deposito Carburanti (in tutte le principali località con installazioni MM) tra cui:

Depositi POL Oleodotto NATO Petroleum, Oil and Lubricant
Deposito POL - Luni (Sp)
Deposito POL - Ancona "ARCHI" e "CITTADELLA"
Deposito POL - Cagliari "Monte Urpinu" e " Sant'Elia"
Galleria POL - La Spezia "Pianello di Marola"
Deposito POL - Napoli "Zona Celle" e "Cimitero"
Deposito POL - Gaeta
Deposito POL - Brindisi seno di Levante
Deposito POL - Taranto Chiapparo
Deposito POL - Messina
Deposito POL - Palermo "Monte Pellegrino"
Deposito POL - Augusta "Punta Cugno" e "San Cusumano"
Deposito POL – Pantelleria
Deposito POL – Trapani
Deposito POL - Venezia "San Nicolò"
- Impianti deposito Munizioni  (in tutte le principali località con installazioni MM) tra cui:

Deposito munizioni La Spezia (Vallegrande a San Bartolomeo),
Deposito munizioni Ancona (Poggio e Monte Conero#La base militare),
Deposito munizioni Pozzuoli (Montagna Spaccata),
Deposito Munizioni Mesagne (Contrada Epifani),
Deposito munizioni Isola di Santo Stefano ( Base di Guardia del Moro)
Deposito munizioni "San Giovanni" di Siliqua
Deposito munizioni "quartiere Monte Mixi Cagliari
Deposito munizioni Licciana Nardi (Deposito nazionale Ca' di Moncelo Est, deposito N.A.T.O. Ca' di Moncelo Ovest)
Deposito Generale Munizioni - Isola delle Femmine
Deposito Generale Munizioni – Belpasso e Sigonella
Deposito Generale Munizioni - Melilli Centro Operativo di Palombara Cava Sorciaro
Deposito Munizioni "Forte Masotto" - Curcuraci Messina
Deposito Munizioni "San Cusumano" – Priolo